# 伦皮河
伦皮河（芬蘭語：Lemmenjoki），是芬兰拉普兰区北部的河流，约80公里长，注入伊納里湖。河流的名字源自萨米语单词，意为“温暖的河流”或“爱情河”。
伦皮河国家公园的名字源自此河。